# أليس (فلم)
أليس (بالإنجليزية: Alice) فيلم كوميدي رومانسي أمريكي من إنتاجات عام 1990، من تأليف وإخراج "وودي آلن"، وبطولة كل من مايا فارو، جو مانتيجنا، و وليام هرت. وهو إعادة إنتاج لفيلم من إخراج فيديريكو فليني، بعنوان جولييت من الأرواح الذي أنتج عام 1965.
الفيلم تلقى العديد من المراجعات الإيجابية.

## طاقم التمثيل
- مايا فارو بدور اليس سميث تيت
- راشيل ماينر - اليس بعمر الثانية عشر.
- كريستي جريفز - اليس بعمر الثامنة عشر.
- جو مانتيجنا - بدور جو روفالو
- ويليام هورت - بدور دوغ تيت
- بليث دانر - بدور دوروثي
- لوري نايبر - بدور دوروثي الشاب
- جون سكويب - بدور هيلدا
- هولند تايلور - بدور هيلين
- بيجي مايلي - بدور دوروثي خادمة
- روبن بارتليت بدور  نينا
- كاي لوقا - بدور قال الدكتور يانغ
- جودي ديفيس -بدور فيكي
- أليك بالدوين - بدور آيد
- بيرناديت بيترس - بدور موسى
- سيبيل شيبيرد - بدور نانسي بريل
- جوين فيردون - بدور والدة أليس.
- باتريك اونيل - بدور والد اليس.
- ديان سالينغر - بدور كارول.
- بوب بالابان - سيد موسكوفيتز.
- كارولين هارون - بدور سو.
- جيمس توباك - بدور البروفيسور.
- إيل ماكفيرسون - بدور العارضة
- ليزا ماري - بدور ضيف مكتب كريسماس.

## وصلات خارجية
- مقالات تستعمل روابط فنية بلا صلة مع ويكي بيانات